# Phaea
Phaea es un género de escarabajos longicornios de la tribu Tetraopini.

## Especies
- Phaea acromela Pascoe, 1858
- Phaea andrewsi Chemsak, 2000
- Phaea astatheoides Pascoe, 1866
- Phaea aurantia Wappes & Santos-Silva, 2021
- Phaea beierli Chemsak, 2000
- Phaea biplagiata Chemsak, 1977
- Phaea brevicornis Chemsak, 2000
- Phaea bryani Chemsak, 2000
- Phaea canescens (LeConte, 1852)
- Phaea carnelia Chemsak & Linsley, 1988
- Phaea chemsaki Toledo, Martínez & Bezark, 2016
- Phaea coccinea Bates, 1866
- Phaea copei Chemsak, 2000
- Phaea crocata Pascoe, 1866
- Phaea elegantula Melzer, 1933
- Phaea erinae Chemsak, 2000
- Phaea eyai Chemsak, 2000
- Phaea flavovittata Bates, 1881
- Phaea giesberti Chemsak, 2000
- Phaea haleyae Chemsak, 2000
- Phaea hatsueae Chemsak, 2000
- Phaea hirsuticollis Kasatkin, 2020
- Phaea hoegei Bates, 1881
- Phaea hovorei Chemsak, 2000
- Phaea howdenorum Chemsak, 2000
- Phaea janzeni Chemsak, 2000
- Phaea johni Chemsak, 2000
- Phaea juanitae Chemsak & Linsley, 1988
- Phaea kaitlinae Chemsak, 2000
- Phaea kellyae Chemsak, 2000
- Phaea lateralis Bates, 1881
- Phaea laurieae Chemsak, 2000
- Phaea lawi Chemsak, 2000
- Phaea lingafelteri Heffern, Santos-Silva & Nascimento, 2018
- Phaea linsleyi Chemsak, 2000
- Phaea maccartyi Chemsak, 2000
- Phaea mankinsi (Chemsak & Linsley, 1979)
- Phaea mariae Chemsak, 2000
- Phaea marthae Chemsak, 1977
- Phaea maryannae Chemsak, 1977
- Phaea maxima Bates, 1881
- Phaea mehli Kasatkin, 2020
- Phaea miniata Pascoe, 1858
- Phaea mirabilis Bates, 1874
- Phaea monostigma (Haldeman, 1847)
- Phaea nigripennis Bates, 1881
- Phaea nigromaculata Bates, 1881
- Phaea noguerai Chemsak, 2000
- Phaea paralella Toledo, Martínez & Bezark, 2016
- Phaea phthisica Bates, 1881
- Phaea quadrimaculata Wappes & Santos-Silva, 2021
- Phaea rosea Bates, 1885
- Phaea rubella Bates, 1881
- Phaea rufiventris Bates, 1872
- Phaea saperda Newman, 1840
- Phaea scuticollis Bates, 1872
- Phaea semirufa Bates, 1872
- Phaea sharonae Chemsak, 2000
- Phaea sherylae Chemsak, 2000
- Phaea signaticornis Melzer, 1932
- Phaea sondenegro Botero, Ahumada & Navas, 2021
- Phaea tavakiliani Wappes & Santos-Silva, 2021
- Phaea tenuata Bates, 1872
- Phaea tomkovichi Kasatkin, 2015
- Phaea tricolor Bates, 1881
- Phaea turnbowi Chemsak, 2000
- Phaea vitticollis Bates, 1872
- Phaea wappesi Chemsak, 2000